# 천덕 (십국)
천덕(天德, 943년 2월 ~ 945년 8월)은 민나라(閩) 천덕제(天德帝) 왕연정(王延政)의 연호이다. 2년 6개월 가량 사용하였다. 천덕 2년(944년) 윤 12월, 경종을 살해하고 민왕을 참칭하던 세력이 살해되었다. 이듬해 1월, 은 황제 왕연정은 공석인 민나라 황제 자리에 올랐다. 8월, 민나라가 내전 상태를 틈 타 남당이 민나라로 침입하였다. 그리고, 민나라는 남당과의 전쟁을 제대로 해보지도 못하고 멸망하였다.  

## 개원
- 영륭(永隆) 5년(943년) 2월에 은나라를 건국하여, 연호를 천덕(天德)으로 개원함.[1][2][3]

- 천덕(天德) 3년 8월 24일[4](945년 10월 2일)에 민나라가 멸망하게 되면서, 천덕 연호도 중지됨.[5][2][3]

## 연대 대조표
| 천덕       | 원년                                           | 2년                 | 3년        |
| 서기(西紀) | 943년                                          | 944년               | 945년      |
| 간지(干支) | 계묘(癸卯)                                     | 갑진(甲辰)          | 을사(乙巳) |
| 후진(後晉) | 천복(天福) 8년                                 | 9년 개운(開運) 원년 | 2년        |
| 남한(南漢) | 광천(光天) 2년 응건(應乾) 원년 건화(乾和) 원년 | 2년                 | 3년        |
| 후촉(後蜀) | 광정(廣政) 6년                                 | 7년                 | 8년        |
| 남당(南唐) | 승원(昇元) 7년 보대(保大) 원년                 | 2년                 | 3년        |

## 참고 자료
- 다른 왕조의 같은 연호
  - 일본(日本) 덴토쿠(天德, 957년 ~ 961년)
  - 금(金) 천덕(天德, 1149년 ~ 1153년)

- 중국의 연호 목록